# Subhadra

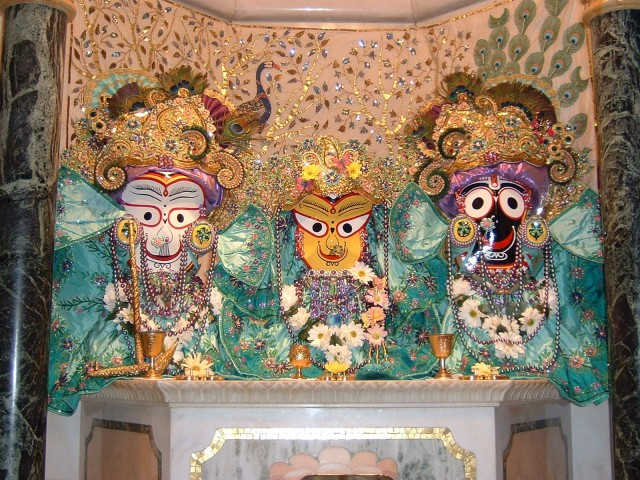
Od lewej: Balarama, Subhadra i Dźagannatha

Subhadra (dewanagari सुभद्रा) – jest przyrodnią młodszą siostrą Kryszny i Balaramy, żoną Ardźuny i matką Abhimanju. Jest także ważną postacią w eposie Mahabharata. Uznawana jest za inkarnację Mai. Przedstawiana jako młoda kobieta o żółtawej skórze.
Subhadra jest czczona obok Kryszny (Dźagannatha) i Balaramy, w świątyni w Puri. W czasie święta Ratha Jatra jeden z wozów wiezie jej wizerunek.

## Życie Subhadry
Urodziła się jako jedyna córka Wasudewy z jego małżeństwa z Rohini Dewi, już po uwolnieniu go z więzienia przez Krysznę. Wychowywała się więc w luksusie jako księżniczka i nie znała biedy i wyrzeczeń, jak reszta rodziny.
Ardźuna przebywał na wygnaniu w Dwarace, gdzie mieszkali jego kuzyni (księżniczka Kunti – matka Ardźuny – była siostrą Wasudewy): Kryszna, Balarama i Subhadra. Ardźuna zakochał się w Subhadrze, co zaakceptował Kryszna – przyjaciel Ardźuny, w przeciwieństwie do reszty rodziny, która niechętnie widziała Subhadrę jako czwartą żonę Ardźuny. Kryszna ułatwił zakochanym małżeństwo i przekonał rodzinę, że to Subhadra uprowadziła Ardźunę do Indraprasthy, a więc nie została sama uprowadzona siłą.
Z tego związku urodził się syn – mężny Abhimanju, który razem z matką i całym rodem Pandawów spędził 13 lat na wygnaniu w Dwarace, gdzie kształcił go sam Kryszna. Abhimanju ożenił się z Uttarą i wkrótce poległ w wojnie Kurukszetra. Po jego śmierci urodził się syn Parikszita.
Parikszita został królem jako jedyny żyjący potomek dynastii Kuru. Subhadra była jego doradczynią i nauczycielką.